# El Zulia
El Zulia est une municipalité située dans le département de Norte de Santander en Colombie.